# Asymblepharus alaicus
Espèce
Synonymes
- Ablepharus alaicus Elpatjevsky, 1901
- Ablepharus kucenkoi Nikolsky, 1902
- Ablepharus saposhnikovi Kastchenko, 1909

Asymblepharus alaicus est une espèce de sauriens de la famille des Scincidae.

## Répartition
Cette espèce se rencontre:
- en République populaire de Chine dans l'Ouest du Xinjiang ;
- au Kirghizistan ;
- dans le nord-est de l'Ouzbékistan ;
- au Tadjikistan ;
- dans le Sud-Est du Kazakhstan.

## Description
C'est un saurien vivipare.

## Liste des sous-espèces
Selon The Reptile Database (4 juillet 2012) :
- Asymblepharus alaicus alaicus (Elpatjevsky, 1901)
- Asymblepharus alaicus kucenkoi (Nikolsky, 1902)
- Asymblepharus alaicus yakovlevae Eremchenko, 1983

## Publications originales
- Elpatjevsky, 1901 : The genus Ablepharus Fitz. in the collections of the Zoological Museum of Moscow University. Dnevn. Zool. Otdel. Imper. Obszest. Lubit. Estestvozn., Moscow, vol. 3, no 2, p. 37-39.
- Eremchenko, 1983 : Distribution & geographic variability of Asymblepharus alaicus (Sauria, Scincidae). Vestnik Zoologii, vol. 1983, no 2, p. 35-42.